# Exiligada qualis
Exiligada qualis är en snäckart som beskrevs av Tom Iredale 1939. Exiligada qualis ingår i släktet Exiligada och familjen Camaenidae. Inga underarter finns listade i Catalogue of Life.